# Ліпськ-Жарський
Ліпськ-Жарський (пол. Lipsk Żarski, нім. Liebsgen) — село в Польщі, у гміні Ясень Жарського повіту Любуського воєводства.
Населення — 50 осіб (2011).
У 1975-1998 роках село належало до Зеленогурського воєводства.

## Демографія
Демографічна структура станом на 31 березня 2011 року:
|          | Загалом | Допрацездатний вік | Працездатний вік | Постпрацездатний вік |
| -------- | ------- | ------------------ | ---------------- | -------------------- |
| Чоловіки | 29      | 2                  | 23               | 4                    |
| Жінки    | 21      | 2                  | 11               | 8                    |
| Разом    | 50      | 4                  | 34               | 12                   |